# Kisfészkű hangyabogáncs
A kisfészkű hangyabogáncs (Jurinea mollis) a fészkesvirágzatúak (Asterales) rendjébe, ezen belül az őszirózsafélék (Asteraceae) családjába tartozó Magyarországon védett, évelő, fészkes virágzatú növényfaj.

## Elnevezése
A kisfészkű hangyabogáncsot már Linné is leírta és érvényes elnevezéssel látta el. A mai botanikai nevezéktannak megfelelő besorolását Heinrich Gottlieb Ludwig Reichenbach végezte el. A Jurinea (hangyabogáncs) nemzetséghez, e fajjal együtt hozzávetőlegesen 180–270 faj tartozik.
A növény egyéb magyar nevei: puha hangyabogáncs, lágylevelű hangyabogáncs.

## Elterjedése
A kisfészkű hangyabogáncs pontuszi-balkáni elterjedésű faj, így őshonos Közép-Európa keleti felén, Romániában, az Appennin-félszigeten, a Balkán-félszigeten és Törökországban. Hazánkban mészkő- és dolomit sziklagyepek szórványosan előforduló növényfaja. Egyes adatok arra utalnak, hogy korábban a mainál elterjedtebb lehetett, a 19. században például leírták a Dél-Mezőföld homok- és löszvidékeiről is, ahol azóta nem ismert. Magyarországon többek közt a Gödöllői-dombság, valamint a Kisalföld, a Keszthelyi-fennsík és a Cserhát területén él.

## Alfajai
- Jurinea mollis subsp. mollis
- Jurinea mollis subsp. moschata (DC.) Nyman

## Leírása
Többnyire magányos, felegyenesedő szárú, 10-től 80 centiméterig terjedő magasságú évelő növény; ép levéllemezű levelei tőlevélrózsákban helyezkednek el. Egy tőlevélrózsából egy, többnyire erősen lapított félgömb formájú, 3–6 cm átmérőjű virágzat emelkedik ki a vékony, ritkásan molyhos száron; lila-lilásvörös színű virágai májustól júliusig nyílnak. Termése széllel terjedő kaszattermés. Virágzás idején a lila virágok, majd a termésérésig a termések röpítőkészülékei által alkotott, krémfehér színű, lapított félgömb alakú "párnák" is díszítenek.

## Felhasználása
Virágkötészeti hasznosítására (főleg szárazvirágként) történtek szórványos kísérletek, de ezek nem vezettek számottevő eredményekre, részben a növény magjainak alacsony csírázóképessége miatt.

## Kártevői
Számottevő kártevői nem ismeretesek. Az ugyancsak természetvédelmi oltalom alatt álló, 2000 Ft természetvédelmi értékű, a tollasmolyfélék családjába tartozó hangyabogáncs-tollasmoly (Calyciphora xanthodactyla) tápnövénye.